# Све о мојој мајци
Све о мојој мајци (шп. Todo sobre mi madre) је шпанска драма из 1999, редитеља и сценаристе Педра Алмодовара. На неки начин представља римејк филма Цвет моје тајне, јер је Алмодовар прилично користио сценарио тог филма. Филм је добио бројне награде широм света, између осталих и Оскар за најбољи страни филм, Златни глобус у истој категорији, две награде BAFTA, и шест Гоја награда. Алмодовар је Све о мојој мајци посветио „свим глумицама које су глумиле глумице, свим женама које глуме, свим мушкарцима који су играли жене и постали жене, свим људима који жуде за мајчинством.“ И на крају, његовој мајци.

## Заплет
Мануелин син гине желећи да добије аутограм познате глумице. Премда га је одгајила без мужа, и он је притом био њено једино дете, њена туга је неизрецива. Убрзо после сахране одлази у Барселону да потражи његовог оца, трансвестита Лолу, међутим налази његовог пријатеља који је упознаје са Розом, младом опатицом и социјалном радницом. Роза има веома лош однос са својим родитељима, а када затрудни све постаје још горе, те тражи помоћ од Мануеле. Ова у међувремену улази у траг глумици због које је њен син погинуо и њих две постају пријатељице...

## Улоге
| Глумац            | Улога     |
| ----------------- | --------- |
| Сесилија Рот      | Мануела   |
| Мариса Парадес    | Ума Ројо  |
| Антонија Сан Хуан | Аградо    |
| Пенелопе Круз     | Роза      |
| Кандела Пења      | Нина Круз |
| Eloy Azorin       | Естебан   |